# Greiz

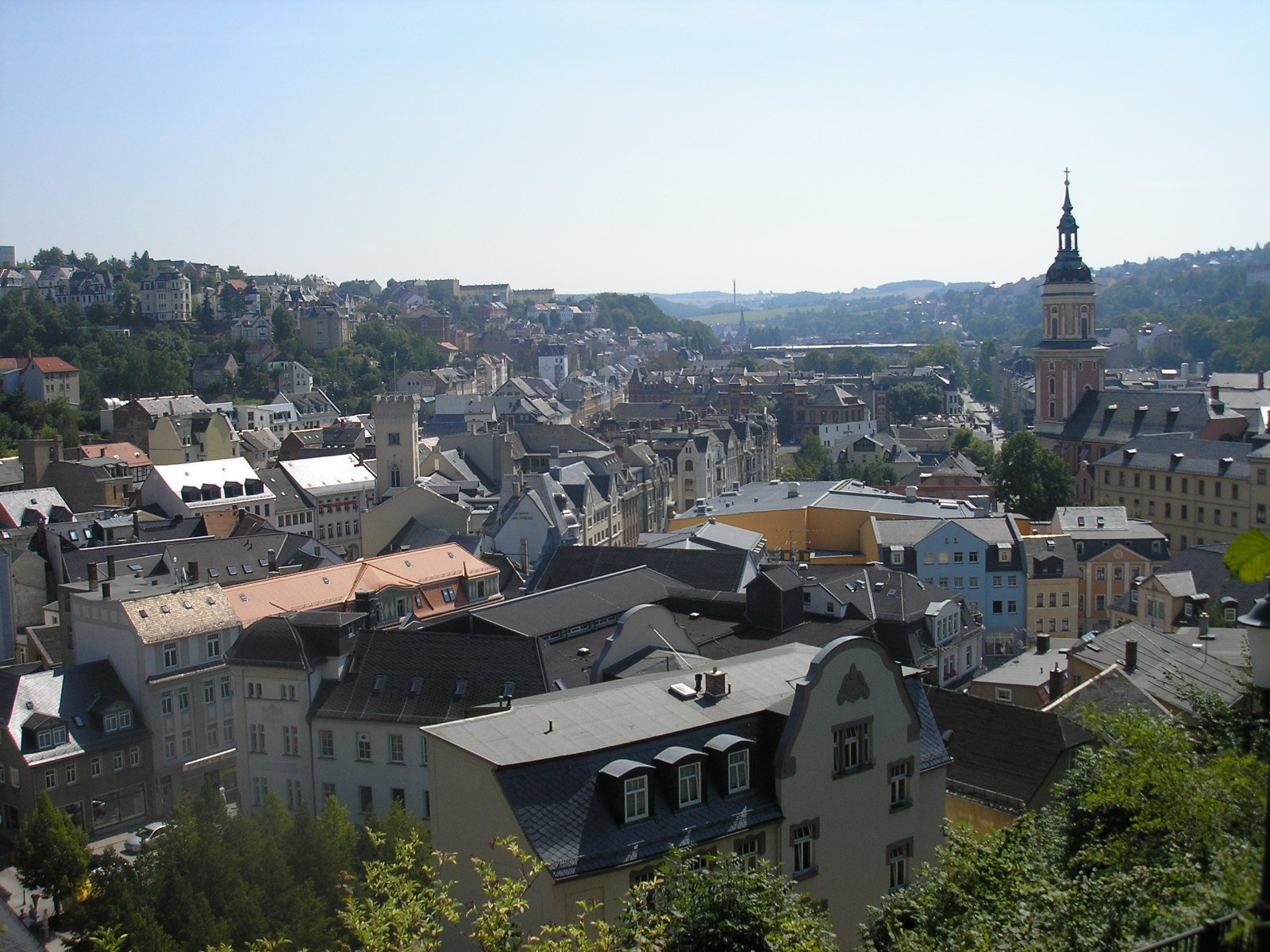
Panorama Greiz

Greiz (pol. hist. Grójec) – miasto powiatowe we wschodnich Niemczech, w kraju związkowym Turyngia, siedziba powiatu Greiz. Leży nad Białą Elsterą, liczy ok. 22,2 tys. mieszkańców (2009).
31 grudnia 2012 do miasta przyłączono dzielnice rozwiązanej gminy Vogtländisches Oberland: Cossengrün, Hohndorf, Schönbach oraz Eubenberg z dzielnicy Arnsgrün. Reszta dzielnic zlikwidowanej gminy weszła w skład miasta Zeulenroda-Triebes. Do 30 grudnia 2019 miasto pełniło funkcję „gminy realizującej” (niem. erfüllende Gemeinde) dla gminy wiejskiej Neumühle/Elster, która dzień później została przyłączona do Greiz, stając się jednocześnie jego dzielnicą.
W mieście rozwinął się przemysł włókienniczy, chemiczny, papierniczy, metalowy, meblarski oraz spożywczy.

## Współpraca
Miejscowości partnerskie:
- Bad Homburg vor der Höhe, Hesja
- Rokycany, Czechy
- Rosenheim, Bawaria
- Saint-Quentin, Francja
- Widdern, Badenia-Wirtembergia (kontakty utrzymuje dzielnica Reinsdorf)